# Канадійсько-Українська Видавнича Спілка
Канадійсько-Українська Видавнича Спілка (самоназва Українська Видавнича Спілка — У-В-С) — видавництво української діаспори в Канаді. Діяло на початку XX століття в місті Вінніпег.
Випустило низку книжок релігійного вмісту, зокрема «Правила Русько-Католицької Церкви в Канаді» Н. Будки (2-е вид.; 1915), «Житє св. Йосафата» (1917), «Молитвеник християнської родини», а також літературних творів: повість «При стрілецькій ватрі» З. Абґаровича, «Захар Беркут: Образ громадського життя Карпатської Руси в 13 ст.» І. Франка, «Кобзар» Т. Шевченка (усі – 1918), повість «Тарас Бульба» М. Гоголя (1919) тощо.
Від 1918 Спілка видавала щомісячник «Дзвінок», редакція й адміністрація якого знаходилися при «Канадійському русині». Часопис був призначена для молоді, щоб не забувала рідного слова й українських традицій.